# Ellipszoid koordináta-rendszer
Az ellipszoid koordináta-rendszer egy háromdimenziós koordináta-rendszer, a {\displaystyle (\lambda ,\mu ,\nu )} koordinátákkal. A kétdimenziós elliptikus koordináta-rendszer általánosítása, Szemben a legtöbb használatban levő koordináta-rendszerrel, az ellipszoid koordináta-rendszer konfokális másodfokú felületeken alapul.

## Alapképletek
A {\displaystyle (\lambda ,\mu ,\nu )} ellipszoid koordinátákról a következő képletekkel lehet áttérni az {\displaystyle (x,y,z)} Descartes-koordinátákra:
{\displaystyle x^{2}={\frac {\left(a^{2}+\lambda \right)\left(a^{2}+\mu \right)\left(a^{2}+\nu \right)}{\left(a^{2}-b^{2}\right)\left(a^{2}-c^{2}\right)}}}
{\displaystyle y^{2}={\frac {\left(b^{2}+\lambda \right)\left(b^{2}+\mu \right)\left(b^{2}+\nu \right)}{\left(b^{2}-a^{2}\right)\left(b^{2}-c^{2}\right)}}}
{\displaystyle z^{2}={\frac {\left(c^{2}+\lambda \right)\left(c^{2}+\mu \right)\left(c^{2}+\nu \right)}{\left(c^{2}-b^{2}\right)\left(c^{2}-a^{2}\right)}}}
ahol az egyes koordinátákra a következő egyenlőtlenségek teljesülnek:
{\displaystyle -\lambda <c^{2}<-\mu <b^{2}<-\nu <a^{2}.}
Ebből következően a konstans {\displaystyle \lambda }-hoz tartozó felületek ellipszoidok:
{\displaystyle {\frac {x^{2}}{a^{2}+\lambda }}+{\frac {y^{2}}{b^{2}+\lambda }}+{\frac {z^{2}}{c^{2}+\lambda }}=1,}
míg a konstans  {\displaystyle \mu }-jű felületek egyköpenyű hiperboloidok
{\displaystyle {\frac {x^{2}}{a^{2}+\mu }}+{\frac {y^{2}}{b^{2}+\mu }}+{\frac {z^{2}}{c^{2}+\mu }}=1,}
és a konstans  {\displaystyle \nu }-jű felületek kétköpenyű hiperboloidok
{\displaystyle {\frac {x^{2}}{a^{2}+\nu }}+{\frac {y^{2}}{b^{2}+\nu }}+{\frac {z^{2}}{c^{2}+\nu }}=1}
Mindezek a felületek konfokális másodfokú felületek.

## Skálázási tényezők és differenciáloperátorok
A képletek egyszerűsítésére bevezetjük a következő jelölést:
{\displaystyle S(\sigma )\ {\stackrel {\mathrm {def} }{=}}\ \left(a^{2}+\sigma \right)\left(b^{2}+\sigma \right)\left(c^{2}+\sigma \right)}
ahol  {\displaystyle \sigma } a {\displaystyle (\lambda ,\mu ,\nu )} koordináták bármelyikét reprezentálhatja. Ezzel a skálázási tényezők:
{\displaystyle h_{\lambda }={\frac {1}{2}}{\sqrt {\frac {\left(\lambda -\mu \right)\left(\lambda -\nu \right)}{S(\lambda )}}}}
{\displaystyle h_{\mu }={\frac {1}{2}}{\sqrt {\frac {\left(\mu -\lambda \right)\left(\mu -\nu \right)}{S(\mu )}}}}
{\displaystyle h_{\nu }={\frac {1}{2}}{\sqrt {\frac {\left(\nu -\lambda \right)\left(\nu -\mu \right)}{S(\nu )}}}}
Eszerint az infinitezimális térfogatelem:
{\displaystyle dV={\frac {\left(\lambda -\mu \right)\left(\lambda -\nu \right)\left(\mu -\nu \right)}{8{\sqrt {-S(\lambda )S(\mu )S(\nu )}}}}\,d\lambda \,d\mu \,d\nu }
és a Laplace-operátor:
{\displaystyle {\begin{aligned}\nabla ^{2}\Phi ={}&{\frac {4{\sqrt {S(\lambda )}}}{\left(\lambda -\mu \right)\left(\lambda -\nu \right)}}{\frac {\partial }{\partial \lambda }}\left[{\sqrt {S(\lambda )}}{\frac {\partial \Phi }{\partial \lambda }}\right]\\[1ex]&+{\frac {4{\sqrt {S(\mu )}}}{\left(\mu -\lambda \right)\left(\mu -\nu \right)}}{\frac {\partial }{\partial \mu }}\left[{\sqrt {S(\mu )}}{\frac {\partial \Phi }{\partial \mu }}\right]\\[1ex]&+{\frac {4{\sqrt {S(\nu )}}}{\left(\nu -\lambda \right)\left(\nu -\mu \right)}}{\frac {\partial }{\partial \nu }}\left[{\sqrt {S(\nu )}}{\frac {\partial \Phi }{\partial \nu }}\right]\end{aligned}}}
A további differenciáloperátorok, mint {\displaystyle \nabla \cdot \mathbf {F} } és {\displaystyle \nabla \times \mathbf {F} } kifejezhetők a  {\displaystyle (\lambda ,\mu ,\nu )} koordinátákkal úgy, hogy behelyettesítjük a skálázási tényezőket az ortogonális koordináta-rendszerek általános képleteibe.

## Szögparaméterezés
Egy alternatív paraméterezés a gömbkoordináták szögparaméterezését követi:
{\displaystyle x=as\sin \theta \cos \phi ,}
{\displaystyle y=bs\sin \theta \sin \phi ,}
{\displaystyle z=cs\cos \theta .}
Ahol {\displaystyle s>0} paraméterezi az origó körüli koncentrikus ellipszoidokat, és {\displaystyle \theta \in [0,\pi ]} illetve {\displaystyle \phi \in [0,2\pi ]} rendre a polárszög és az azimut. A megfelelő térfogatelem:
{\displaystyle dx\,dy\,dz=abc\,s^{2}\sin \theta \,ds\,d\theta \,d\phi .}

## Fordítás
Ez a szócikk részben vagy egészben  az   Ellipsoidal coordinates című angol Wikipédia-szócikk fordításán alapul.  Az eredeti cikk szerkesztőit annak laptörténete sorolja fel. Ez a jelzés csupán a megfogalmazás eredetét és a szerzői jogokat jelzi, nem szolgál a cikkben szereplő információk forrásmegjelöléseként.